# Festival international du film fantastique de Gérardmer 2013
Le festival international du film fantastique de Gérardmer 2013, la 20e édition du festival, s'est déroulé du 30 janvier au 3 février 2013.
Le président du jury était Christophe Lambert. Un hommage à Carlos Enrique Taboada ainsi qu'à Simon Pegg a été rendu. Le film d'ouverture était The Complex d'Hideo Nakata.

## Jurys
Longs métrages
- Christophe Lambert (président du jury)
- Nicolas Boukhrief
- Marc Caro
- Marina De Van
- Xavier Gens
- Pascal Laugier
- Xavier Palud
- Pitof

Courts métrages
- Vincent Pérez (président du jury)
- Fouad Benhammou
- Guillaume Lubrano
- Pierre Perrier
- Fanny Valette

## Sélection

### Longs métrages en compétition
- The Bay de Barry Levinson  États-Unis
- Berberian Sound Studio de Peter Strickland  Royaume-Uni
- The Complex (クロユリ団地, Kuroyuri danchi?) de Hideo Nakata  Japon (film d'ouverture)
- The Crack (El Resquicio) d’Alfonso Acosta  Argentine  Colombie
- The End (Fin) de Jorge Torregrossa  Espagne
- House of Last Things de Michael Bartlett  États-Unis
- Mama d’Andrés Muschietti  Espagne  Canada
- Remington and the Curse of the Zombadings (Zombadings 1: Patayin sa shokot si Remington) de Jade Castro  Philippines
- You're Next d’Adam Wingard  États-Unis

### Courts métrages en compétition
- 22:22 de Julien Becker ( France)
- Alice et lucie de Xavier Ournac ( France)
- L’homme à la cervelle d’or de Joan Chemla ( France)
- Mort d'une ombre de Tom Van Avermaet ( Belgique)
- Nightwatch de Nicolaï Belce-Kennedy ( France)
- Un monde meilleur de Sacha Feiner ( France)
- Zoo de Nicolas Pleskof ( France)

### Films hors compétition
- Citadel de Ciarán Foy  Royaume-Uni  Irlande
- Cloud Atlas de Lana Wachowski, Tom Tykwer & Andy Wachowski  Allemagne  États-Unis
- Come Out and Play (en) de Makinov ( Mexique)
- The Conspiracy de Christopher MacBride  Canada
- Dagmar : L'Âme des vikings (Flukt) de Roar Uthaug  Norvège
- Doomsday Book (인류멸망보고서, Inryu myeongmang bogoseo) de Kim Jee-woon  Corée du Sud (film de clôture)
- The Forest (The Barrens) de Darren Lynn Bousman  États-Unis
- Forgotten (Du hast es versprochen) d'Alex Schmidt  Allemagne
- Grabbers de Jon Wright  Royaume-Uni  Irlande
- Hansel et Gretel : Witch Hunters (Hansel and Gretel: Witch Hunters, 3D) de Tommy Wirkola  États-Unis
- Henge de Hajime Ohata  Japon
- In Fear de Jeremy Lovering  Royaume-Uni
- La Maison au bout de la rue (House at the End of the Street) de Mark Tonderai  États-Unis
- Modus Anomali : Le Réveil de la Proie (Modus Anomali) de Joko Anwar  Indonésie
- The Pact de Nicholas McCarthy  États-Unis
- The Thompsons de The Butcher Brothers  États-Unis
- Ray Harryhausen - Le Titan des effets spéciaux de Gilles Penso  Royaume-Uni  France
- Room 237 de Rodney Ascher  États-Unis
- Slice & Dice: the Slasher Film Forever de Calum Waddell  États-Unis
- Toad Road de Jason Banker  États-Unis
- Vanishing Waves (Aurora) de Kristina Buozyte  Lituanie
- V/H/S de Matt Bettinelli-Olpin, David Bruckner, Tyler Gillett, Justin Martinez, Glenn McQuaid, Joe Swanberg, Chad Villella, Ti West, Adam Wingard  États-Unis

#### Séance enfants
- Hôtel Transylvanie (Hotel Transylvania) de Genny Tartakovsky  États-Unis

#### Nuit fantastique
- New Kids Nitro de Steffen Haars et Flip van der Kuil  Pays-Bas
- Dead Sushi (デッド寿司, Deddo sushi?) de Noboru Iguchi  Japon
- Iron Sky de Timo Vuorensola  Finlande  Allemagne  Australie

#### Hommage àCarlos Enrique Taboada
- El Libro de piedra (1969)  Mexique
- Hasta el viento tiene miedo (1968)  Mexique
- Más negro que le noche (1975)  Mexique
- Veneno para las hadas (1984)  Mexique

#### Hommage àSimon Pegg
- Paul de Greg Mottola (2011)  Royaume-Uni  États-Unis
- Shaun of the Dead d'Edgar Wright (2004)  Royaume-Uni  États-Unis  France
- Star Trek de J. J. Abrams (2009)  États-Unis

## Palmarès
| Prix                        | Attribué à                                 | Pays            |
| --------------------------- | ------------------------------------------ | --------------- |
| Grand prix                  | Mama d’Andrés Muschietti                   | Espagne Canada  |
| Prix du jury                | Berberian Sound Studio de Peter Strickland | Royaume-Uni     |
| Prix du jury                | The End de Jorge Torregrossa               | Espagne         |
| Prix de la critique         | Berberian Sound Studio de Peter Strickland | Royaume-Uni     |
| Prix du jury jeunes         | Mama d’Andrés Muschietti                   | Espagne Canada  |
| Prix du public              | Mama d’Andrés Muschietti                   | Espagne Canada  |
| Prix du jury Syfy           | You're Next d’Adam Wingard                 | États-Unis      |
| Grand prix du court métrage | Mort d'une ombre de Tom Van Avermaet       | France Belgique |